# Eigirdžiai
Eigirdžiai is een plaats in de gemeente Telšiai in het Litouwse district Telšiai. De plaats telt 746 inwoners (2001).